# Cirkus dneska nebude
Cirkus dneska nebude je druhé studiové album české hudební skupiny Krucipüsk, které bylo vydané v roce 1996.

## Podrobnosti
Jde v pořadí o první album kapely, na kterém byly použity dechové nástroje, konkrétně ve skladbách „Cirkus dneska nebude“, „Vlk "E" (Elvis)“ a výrazně zpomalené předělávce písně „Snad jsem to zavinil já“ z roku 1968 od kapely Olympic.
Skladba „Bullshit“ je uvedena úryvkem z filmové pohádky Hrátky s čertem z roku 1956.
Autorem přebalu alba je Marcel Musil.
Titulní skladba tvoří trvalou součást koncertního programu kapely a bývá příležitostí pro představení členů. Z alba byl natočen klip právě k této skladbě.
Album je oproti debutu výrazově pestřejší a experimentálnější.

## Seznam skladeb
Není-li uvedeno jinak, je autorem všech skladeb skupina Krucipüsk.
| Pořadí         | Název                    | Autor                                    | Délka |
| -------------- | ------------------------ | ---------------------------------------- | ----- |
| 1.             | Cirkus dneska nebude     |                                          | 2:41  |
| 2.             | Signora & králík Manfred |                                          | 3:15  |
| 3.             | -H- song                 |                                          | 3:25  |
| 4.             | Říkej mi prostě Harry    |                                          | 3:41  |
| 5.             | Máslo                    |                                          | 2:56  |
| 6.             | Vražda? (hard version)   |                                          | 4:30  |
| 7.             | Vlk "E" (Elvis)          |                                          | 4:49  |
| 8.             | Go! Go! Schimmy!         |                                          | 2:15  |
| 9.             | Bang!                    |                                          | 2:55  |
| 10.            | Vražda? (soft version)   |                                          | 4:37  |
| 11.            | Bullshit                 |                                          | 4:02  |
| 12.            | Tak už jsem dead         |                                          | 3:53  |
| 13.            | Snad jsem to zavinil já  | hudba: Petr Janda, text: Pavel Chrastina | 4:17  |
| Celková délka: | Celková délka:           | Celková délka:                           | 47:16 |